# Svetonedeljski Breg
Svetonedeljski Breg – wieś w Chorwacji, w żupanii zagrzebskiej, w mieście Sveta Nedelja. W 2011 roku liczyła 177 mieszkańców.